# Kurt Heine
Kurt Heine (Kurt Alwin Heine; obersorbisch Kurt Hajna; * 10. Januar 1906 in Bautzen; † 2. Oktober 1986 ebenda) war ein sorbischer Fotograf.

## Leben und Werk
Heine kam aus einer sorbischen Arbeiterfamilie. Seine Eltern legten Wert auf musische Bildung und wahrten Traditionen. Heine besuchte in Bautzen das Lehrerseminar und schloss sich dort der Wandervogelbewegung an, mit der er seine oberlausitzische Heimat erkundete. Er interessierte sich für Fotografie und fotografierte mit der Leica-Kamera seine Umwelt. Fotografische Fachkenntnisse erhielt er von dem Lehrer und Fotografen Oskar Kaubisch (1882–1959), dessen Großbildtechnik er später übernahm.
Nach dem Abschluss der Ausbildung arbeitete Heine als Lehrer in Commerau. Er besuchte in Dresden bei Robert Luther und Franz Fiedler Fotokurse und machte erste Foto-Reportagen von dörflichen und schulischen Ereignissen.
1939 wurde Heine zur Wehrmacht eingezogen und nahm als Soldat am Zweiten Weltkrieg teil. 1942 erhielt er eine Ausbildung zum Kriegsberichterstatter. Er kam an die Ostfront und geriet bei Stalingrad in sowjetische Gefangenschaft.
Nachdem er 1948 entlassen worden war, durfte Heine wegen seiner einstigen Tätigkeit als Kriegsberichterstatter nicht als Lehrer arbeiten. Mit gelegentlichen Fotoaufträge konnte er die Familie mit seiner Frau Helene und ihren Kindern Ludwig und Christel über Wasser halten. Ab 1949 arbeitete er als selbstständiger Pressefotograf für die örtliche deutsch- und sorbischsprachige Tagespresse. Er wirkte für die Domowina und das neu gegründete Sorbische Kultur- und Volksbildungsamt. Dieses wurde 1950 sein Hauptauftraggeber. Fotoaufträge erhielt er auch vom Bautzner Theater, vom Sorbischen Nationalensemble und vom Stadtmuseum Bautzen. Zunehmend kamen auch Aufträge aus der Industrie, der Landwirtschaft und dem Bauwesen. Jenseits des Tagesjournalismus erhielt er Aufträge von der Deutschen Fotothek, der Denkmalpflege und von Postkartenverlagen. Dabei widmete Heine sich der Erfassung der Bau- und Kulturdenkmäler der DDR und einer kulturhistorischen Kirchendokumentation. Heines Aufnahmen hielten „über viele Jahrzehnte Momente der Alltagsgeschichte der Ober- und Niederlausitz fest, zeichnen den sorbisch-kulturellen Aufschwung in der Nachkriegszeit auf und dokumentieren den gesellschaftlichen Wandel in der Lausitz.“ Er wurde damit zu einem der wichtigen deutschen Bildchronisten des 20. Jahrhunderts.
Heines zweite Leidenschaft war das Filmen. Er war am ersten sorbischen Puppentrickfilm sowie zahlreichen Dokumentarstreifen und Filmchroniken beteiligt, allerdings ohne die öffentliche Wirksamkeit seiner Fotografien zu erreichen.

## Fotografische Darstellung Heines
- Kurt Heine mit Kamera (um 1965, offenbar Selbstporträt)[5]

## Einzelausstellungen (mutmaßlich unvollständig)
- 1986: Bautzen, Museum für Sorbische Geschichte und Kultur
- Postum 2024: Bautzen, Sorbisches Museum („Kurt Heine – Bildchronist“)